# Erich Wessel
Erich Wessel (* 26. April 1906 in Hamburg; † 21. Mai 1985 ebenda) war ein deutscher Maler und Grafiker, der in Hamburg wirkte.

## Biografie

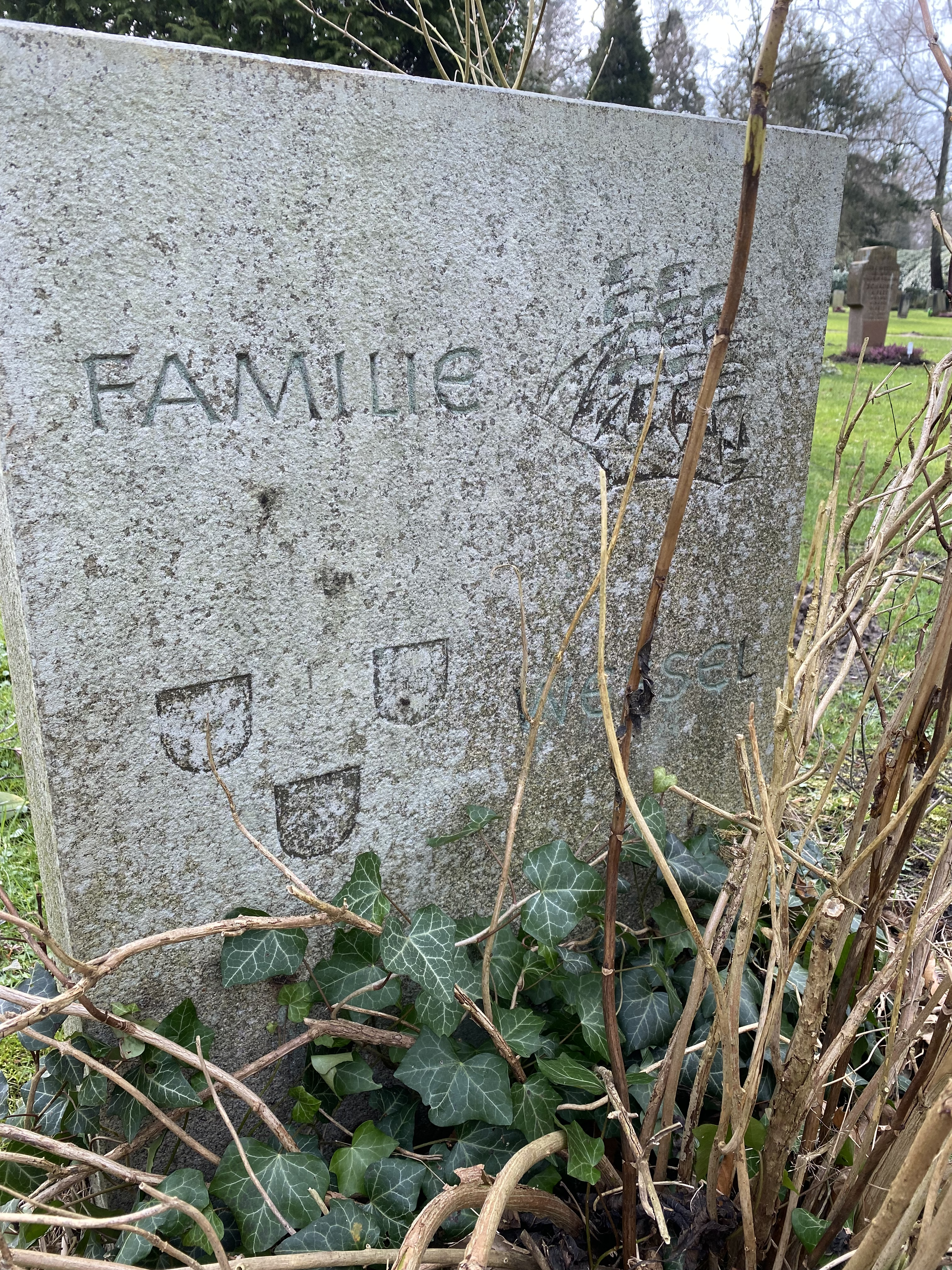
Grabstätte auf dem Friedhof Ohlsdorf

Wessel machte von 1921 bis 1924 eine Lehre als Dekorationsmaler, bevor er 1928 an der Kunstgewerbeschule Hamburg (heute Hochschule für bildende Künste Hamburg) bei Arthur Illies studierte. Ab 1929 arbeitete er dann freischaffend in einem Atelier in der Karolinenstraße und ab 1933 am St. Anscharplatz sowie ab 1938 an der Rothenbaumchaussee. Bis 1939 unternahm er Studienreisen nach Italien, Belgien, Holland und Dänemark.
Im Zweiten Weltkrieg war er Soldat in Wildeshausen und Dänemark. Ab 1950 hatte er eine Anstellung an der Schule für Bekleidungsindustrie und war bis 1976 Dozent an der Volkshochschule Hamburg.
Erich Wessel wurde auf dem Friedhof Ohlsdorf beigesetzt. Die Grabstätte liegt im Planquadrat K 17 nordwestlich von Kapelle 3.

## Werke
Zunächst wirkte Wessel nur als Landschaftsmaler, ab Mitte der 1930er Jahre auch als Portraitmaler. In den 1920er Jahren prägten Einflüsse der Neuen Sachlichkeit in Figurenbildern, später Öl- und Aquarellmalerei in aufgelockerter spätimpressionistischer Weise, sein Werk, welches auch das Atmosphärische berücksichtigte. Motive boten die norddeutsche Landschaft, die Heide, Ansichten von Hamburg, Lüneburg oder Stade sowie vom Hamburger Hafen. Sein Hauptwerk wurde ein 15-Bilder-Zyklus, das Panorama der Stadt Hamburg (1966–1970).
In der Zeit des Nationalsozialismus war Wessel Mitglied der Reichskammer der bildenden Künste. Für diese Zeit ist seine Teilnahme an acht großen Ausstellungen sicher belegt. 1941 zeigte er auf der Großen Deutschen Kunstausstellung in München ein Ölgemälde des Hamburger Pianisten Ferry Gebhardt (1909–1989).
1953 nahm Wessel in der DDR auf Einladung des Verbands Bildender Künstler der DDR an der Dritten Deutsche Kunstausstellung in Dresden teil.